# Josef Kasal
Josef Kasal es un deportista checoslovaco que compitió en tiro con arco, en la modalidad de arco recurvo. Ganó dos medallas en el Campeonato Mundial de Tiro con Arco al Aire Libre, oro en 1947 y bronce en 1948.

## Palmarés internacional
| Campeonato Mundial al Aire Libre | Campeonato Mundial al Aire Libre | Campeonato Mundial al Aire Libre | Campeonato Mundial al Aire Libre |
| Año                              | Lugar                            | Medalla                          | Prueba                           |
| -------------------------------- | -------------------------------- | -------------------------------- | -------------------------------- |
| 1947                             | Praga (Checoslovaquia)           | Medalla de oro                   | Equipo                           |
| 1948                             | Londres (Reino Unido)            | Medalla de bronce                | Equipo                           |